# 休爾泰
48°30′12″N 22°13′55″E / 48.50333°N 22.23194°E

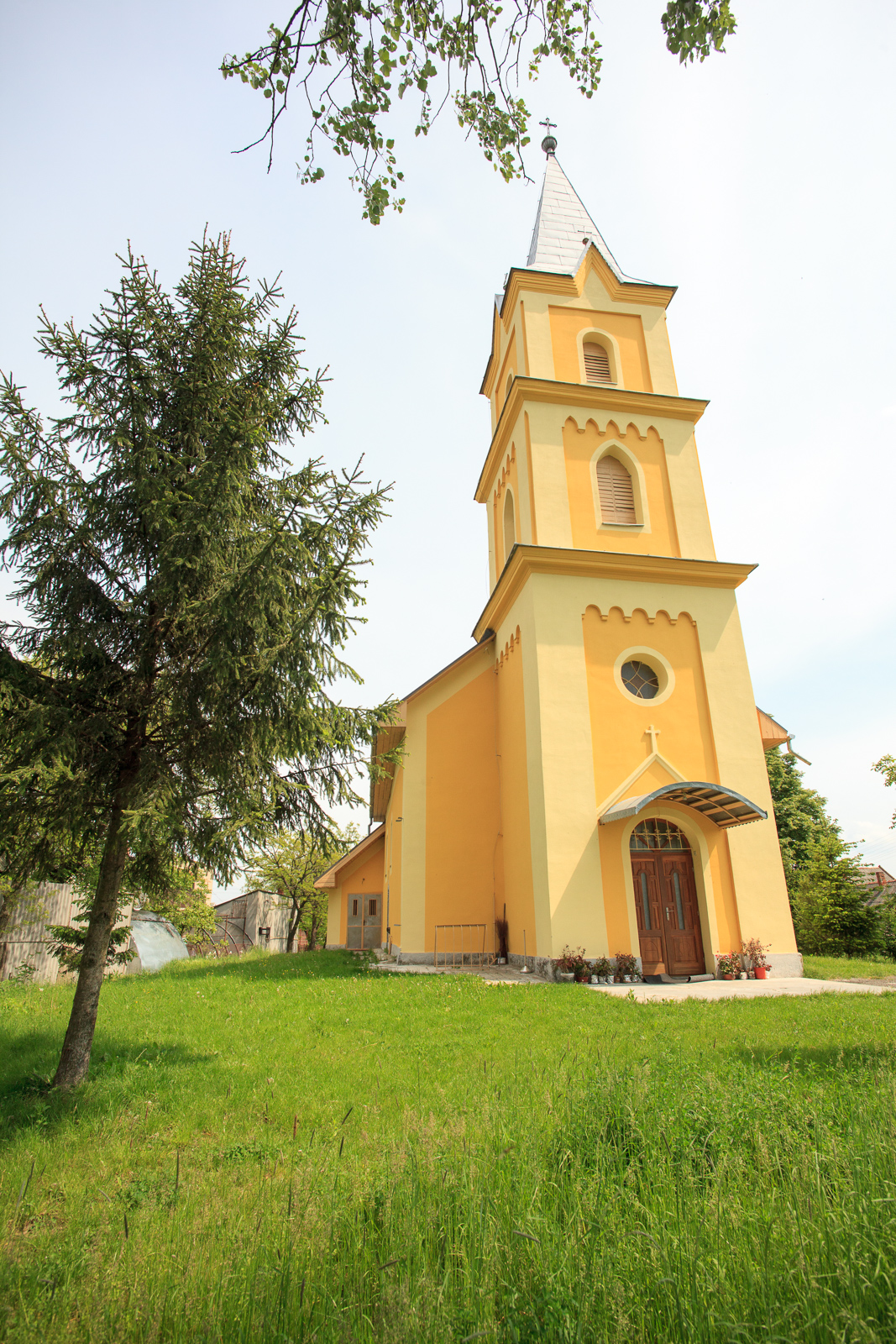
教堂

休爾泰（烏克蘭語：Сюрте），是烏克蘭西部外喀爾巴阡州烏日霍羅德區休尔泰市镇内的村落及其行政中心。始建於1329年，面積1.85平方公里，2001年人口1,898人，人口密度每平方公里1,025.95人。